# Unitaridade (física)
Na física quântica, a unitariedade é uma restrição à evolução permitida de sistemas quânticos que garante que a soma das probabilidades de todos os resultados possíveis de qualquer evento seja sempre igual. Geralmente utiliza-se uma descrição matemática que inclui partículas fundamentais não físicas, tais como fotões longitudinais. Essas partículas não devem aparecer como estados finais de um processo de dispersão.